# 泛珠三角区域合作
泛珠三角区域合作，又稱9+2，是增强中国泛珠三角区域的整体影响和竞争力，促进区域的经济合作与发展的平台，始设于2003年底，现有11个成员一级行政区。

## 沿革
- 2003年11月，中共广东省委书记张德江首次公开提出“泛珠三角经济区”的构想，并得到了广泛赞同。
- 2004年6月，第一届泛珠三角区域合作与发展论坛在香港特别行政区揭幕。
- 2005年7月，第二届泛珠三角区域合作与发展论坛暨经贸合作洽谈会在四川省成都市举行。
- 2006年6月，第三届泛珠三角区域合作与发展论坛暨经贸合作洽谈会在云南省曲靖市珠江源举行。
- 2007年6月，第四届泛珠三角区域合作与发展论坛暨经贸合作洽谈会在湖南省长沙市举行。
- 2009年6月，第五届泛珠三角区域合作与发展论坛暨经贸合作洽谈会在广西壮族自治区南宁市举行。
- 2010年8月，第六届泛珠三角区域合作与发展论坛暨经贸合作洽谈会在福建省福州市举行。
- 2011年9月，第七届泛珠三角区域合作与发展论坛暨经贸合作洽谈会在江西省南昌市举行。
- 2012年10月，第八届泛珠三角区域合作与发展论坛暨经贸合作洽谈会在海南省海口市举行。
- 2013年9月，第九届泛珠三角区域合作与发展论坛暨经贸合作洽谈会在貴州省贵阳市举行。
- 2014年10月，第十届泛珠三角区域合作与发展论坛暨经贸合作洽谈会在廣東省广州市举行。
- 2016年8月，第十一届泛珠三角区域合作与发展论坛暨经贸合作洽谈会在廣東省广州市举行。
- 2018年9月，第十二屆泛珠三角區域合作與發展論壇暨經貿合作洽談會在廣東省廣州市舉行。
- 2020年9月，第十三屆泛珠三角區域合作與發展論壇暨經貿合作洽談會在廣東省廣州市舉行。
- 2023年7月，第十四屆泛珠三角區域合作與發展論壇暨經貿合作洽談會在廣東省廣州市舉行。

## 运作
泛珠三角区域合作是按照“一国两制”方针，参与合作的各成员开展合作，遵守中华人民共和国的香港、澳門兩个特别行政区的基本法和全国统一的相关法律、法规，合作在《内地与香港关于建立更紧密经贸关系的安排》和《内地与澳门关于建立更紧密经贸关系的安排》（簡稱CEPA）框架内进行。根据国民经济和社会发展规划的总体要求，坚持区域协调发展和可持续发展，充分发挥各方的优势和特色，互相尊重，自愿互利，按照市场原则推进区域合作，拓宽合作领域，提高合作水平，形成合作互动、优势互补、互利共赢、共同发展的格局，拓展区域发展空间。
泛珠三角区域合作与发展论坛和泛珠三角区域经贸合作洽谈会每年召开一次。
| 年度   | 日期            | 主办成员         | 地点           | 備注                                               |
| ------ | --------------- | ---------------- | -------------- | -------------------------------------------------- |
| 2004年 | 6月1日-6月3日   | 香港、广东及澳門 |                |                                                    |
| 2005年 | 7月25日-7月28日 | 四川             | 成都市         | 自第二届起，合作与发展论坛和经贸合作洽谈会一同举行 |
| 2006年 | 6月5日-6月10日  | 云南             | 曲靖市，珠江源 |                                                    |
| 2007年 | 6月8日-6月12日  | 湖南             | 长沙市         |                                                    |

## 成員
泛珠合作現有11個成員一級行政區。
| 全稱                       | 簡稱 | 加入時間  |
| -------------------------- | ---- | --------- |
| 四川省                     | 川   | 2004年6月 |
| 江西省                     | 贛   | 2004年6月 |
| 香港特別行政區             | 港   | 2004年6月 |
| 海南省                     | 瓊   | 2004年6月 |
| 雲南省                     | 雲   | 2004年6月 |
| 貴州省                     | 黔   | 2004年6月 |
| 湖南省                     | 湘   | 2004年6月 |
| 福建省                     | 閩   | 2004年6月 |
| 廣東省                     | 粵   | 2004年6月 |
| 廣西壯族自治區             | 桂   | 2004年6月 |
| 澳門特別行政區             | 澳   | 2004年6月 |
| 註：各成員依首字筆畫排列。 |      |           |